# Judivan
Judivan Flor da Silva, genannt Judivan, (* 21. Mai 1995 in Sousa, PB) ist ein brasilianischer Fußballspieler.

## Karriere
Judivan zählt zu einem der Nachwuchstalente seines Heimatvereins Cruzeiro EC. Bei seinem Verein hat er sämtliche Jugendmannschaften durchlaufen. In der Saison 2014 kam er im Profiteam in den letzten zwei Spielen der Meisterschaftsserie von der Bank aus ins Spiel. Anfang der Saison 2015 kam Judivan zu regelmäßigen Einsätzen in der Staatsmeisterschaft von Minas Gerais, hierbei allerdings meist von der Bank aus. Am 20. März 2015 bestritt er dann sein erstes Spiel auf internationaler Klubebene. In der Copa Libertadores 2015 wurde er im Spiel gegen Universitario de Sucre in der 60. Minute für Giorgian De Arrascaeta eingewechselt.
Am 11. Juni 2015 verletzte sich Judivan im Rahmen eines Spieles der U-20 Brasiliens gegen die Auswahl Uruguays bei der U-20-Fußball-Weltmeisterschaft 2015. Er riss sich am linken Knie mehrere Bänder. In der Folge musste sich Judivan zwei Operationen und einer Arthroskopie unterziehen. Eine Entzündung nach den ersten Operationen sowie eine erneute Operation 2016 warfen Judivans Genesungsprozess wieder zurück. Die erneute Behandlung wurde im März 2017 notwendig, aufgrund einer Fraktur der rechten Kniescheibe. Inmitten dieser Vorgänge musste sich Judivan auch mit einer Thrombose in der Lunge auseinandersetzen. Am 13. November 2017 kündigte Cruzeiros Trainer Mano Menezes an, dass Judivan noch in der laufenden Saison wieder zum Kader gehören wird. Zwei Tage später erhielt Judivan dann den angekündigten Einsatz. Im Heimspiel gegen den Avaí FC wurde er in der 75. Minute für Diogo eingewechselt. Nur vier Minuten später erzielte er wieder ein Tor für Cruzeiro, indem er einen Strafstoß verwandelte.
Im März 2018 wurde bekannt, dass Judivan bis Jahresende an Sport Recife ausgeliehen werden soll, um wieder Spielpraxis sammeln zu können. Er kam aber zum América Mineiro. Hier blieb er bis Anfang September des Jahres, dann wurde sein Vertrag durch América gekündigt. Für den Klub trat er in neun Spielen an, wobei er fünf Mal in der Startelf stand. Ein Tor gelang ihm nicht. Für den Rest der Saison wurde Judivan an den CS Alagoano in die Série B ausgeliehen.
Zur Saison 2019 spielte Judivan weiterhin keine Rolle in der Kaderplanung von Cruzeiro. Er wurde daraufhin im März wieder ausgeliehen. Seine nächste Station wurde der Tombense FC. Mit dem Klub trat er zunächst in der Staatsmeisterschaft von Minas Gerais (drei Spiele, ein Tor) und der Série C (14 Spiele, ein Tor). Im Zuge der laufenden wechselte Judivan erneut den Klub. Im September kam er, weiterhin auf Leihbasis, zum Paraná Clube. Für diesen lief er noch in 13 Spielen (ein Tor) in der Série B an. Anfang Januar startete Judivan zunächst wieder für Cruzeiro in der Staatsmeisterschaft und im Copa do Brasil 2020. Im September gab der Ligakonkurrent in der Série B 2020 der Botafogo FC (SP) gab die Verpflichtung von Judivan bekannt. Der Vertrag erhielt eine Laufzeit bis zum Ende der Staatsmeisterschaft von São Paulo 2021. Im November 2020 infizierte sich mit dem COVID-19-Virus. Nach Austragung der Staatsmeisterschaft 2021 wechselte Judivan im Mai nach Malta zum Gżira United. Mit dem Klub trat er nur in zwei Spielen in der UEFA Europa Conference League 2021/22 an. Beide Male kam er von der Reservebank. Kurz darauf wurde er an den Ligakonkurrenten Nadur Youngsters F.C. ausgeliehen. Auch bei dem Klub spielte er keine Rolle im Kader und kam nur zu zwei Spielen. Eines in der Meisterschaft und eines im Pokal. In dem Ligaspiel erzielte er zwei Tore.
Im Juni 2022 wechselte Judivan nach Thailand zum Khon Kaen FC in die dritte Liga. Mit dem Verein aus Khon Kaen spielte er in der North/Eastern Region der Liga. Für Khon Kaen bestritt er 17 Ligaspiele. Hierbei erzielte er zwölf Tore. Im Juli 2023 wechselte er in die zweite thailändische Liga, wo er sich dem Aufsteiger Pattaya United FC anschloss. Nach einer Spielzeit, in der er 14 Tore in 30 Ligaspielen erzielte, wechselte er im Juli 2024 zum ebenfalls in der zweiten Liga spielenden Lampang FC. Nach 16 Ligaspielen, in denen er acht Treffer erzielte, wurde sein Vertrag im Dezember 2024 nicht verlängert. Im gleichen Monat unterschrieb er in Nong Bua Lamphu einen Vertrag beim Erstligisten Nongbua Pitchaya FC. Am Ende der Saison 2024/25 belegte er mit Nongbua den 14. Tabellenplatz und musste somit in die zweite Liga absteigen. Nach dem Abstieg wurde sein Vertrag im Juni 2025 nicht verlängert. Im Juni 2025 verpflichtete ihn der Zweitligist Sisaket United FC.

## Erfolge
Cruzeiro
- Brasilianischer Meister: 2014